# Anderson Roberto Luiz Silva
Ânderson Luís da Silva (Amparo, Sao Paulo, 13. veljače 1981.), poznatiji pod nadimkom Luisão (u doslovnom prijevodu "Veliki Luis"), brazilski je bivši nogometaš i brazilski reprezentativac koji je nastupao na poziciji središnjeg braniča.

## Klupska karijera

### Brazil
Luisão je u svojoj domovini igrao za klubove Juventus-SP i Cruzeiro postigavši sedam pogodaka u 62 utakmice u ligaškim utakmicama.

### Benfica
U ljeto 2003. godine Luisão je došao u Europu potpisavši ugovor u vrijednosti od 890.000 funti za portugalski klub Benficu. Uslijedio je težak period prilagodbe tijekom kojeg je igrao ispod svojih mogućnosti pa je u jednom trenutku čak i razmišljao o povratku u Brazil. Ipak, u svom ligaškom debiju, uspio je postići pogodak u uzbudljivom 3:3 remiju s Belenensesom, 14. rujna 2003. godine. Prvu sezonu okončao je osvajanjem portugalskog kupa, svojom igrom doprinijevši u finalu protiv Porta kojeg je Benfica dobila s 2:1. 
Tijekom sezone 2004./05. Luisão je regularno igrao u prvoj momčadi na poziciji središnjeg braniča zajedno s Ricardom Rochom, skupivši 29 nastupa i svojom igrom pomogavši Benfici da osvoji titulu portugalskog prvaka, prvu nakon 11 godina. Dana 24. travnja 2005. godine u 2:1 gostujućoj pobjedi protiv Estoril-Praiaje postigao je svoj prvi pogodak sezone. 14. svibnja postigao je jedini pogodak na utakmici protiv Sportinga i na taj način izbacio taj klub iz daljnje borbe za titulu. 
Iako u sezoni 2005./06. Benfica nije osvojila niti jednu titulu, Luisão se već tada automatski nalazio u prvoj postavi kluba. Benfica je te sezone došla do četvrt-finala Lige prvaka, a Luisão je odigrao svaku minutu svake utakmice turnira. Dana 21. veljače 2006. godine postigao je pogodak u 1:0 domaćoj pobjedi protiv Liverpoola koji je do tada izgubio samo jednu od sveukupno 13 europskih utakmica u zadnjih godinu dana, te imao tek 5 poraza od 41 gostujuće utakmice. Također je bio strijelac i u uzvratu na Anfieldu, u 2:0 pobjedi. 
U sezoni 2006./07. Luisão je u nekim utakmicama čak bio i kapetan momčadi, nakon što su se Nuno Gomes i Petit ozlijedili, ali Benfica ni tada nije osvojila niti jednu titulu. Na kraju te sezone njegov menadžer je izjavio da Luisão želi otići, ali je na kraju ipak ostao u klubu.
Tijekom sljedeće sezone, u siječnju 2008. godine, Luisão se tijekom ligaškog susreta s Vitoriom de Setubal posvađao s timskim kolegom, grkom Kostasom Katsouranisem nakon što je ovaj promašio dodavanje što je prisililo Luisãoa da napravi prekršaj i dobije žuti karton. Nakon prekršaja, Luisão je započeo oštro kritizirati Katsouranisa, a ovaj mu je uzvratio istom mjerom pa je skoro došlo i do fizičkog obračuna što su ipak spriječili ostali igrači. Obojica su nedugo nakon toga zamijenjeni i kažnjeni od strane kluba, ali su se ubrzo pomirili. Do kraja te sezone Luisão se borio s ozljedama i neredovitom igrom pa su ponovno započele glasine o njegovom odlasku. 
Luisão je sljedeću sezonu, 2008./09., započeo postizanjem pogotka u 59. minuti utakmice Kupa UEFA protiv talijanskog kluba Napoli kojeg je Benfica izgubila 2-3. To je bila njegova prva utakmica sezone u europskim natjecanjima i njegov prvi pogodak sezone u svim natjecanjima. Ipak, najbolju igru pokazao je u sljedećoj sezoni, upisavši 45 službenih nastupa (4050 minuta) i postigavši šest pogodaka te tako pomogavši svom klubu da osvoji portugalsku ligu i kup te da dođe u četvrt-finale Europa lige. 
Dana 28. kolovoza 2010. godine Luisão je postigao pogodak protiv Setubala u domaćoj 3:0 pobjedi koju je Benfica završila s 10 igrača. Dana 15. rujna ušao je u povijest Lige prvaka zabivši prvi pogodak za utakmici protiv izraelskog kluba Hapoel Tel-Aviv u razigravanju po skupinama.

## Međunarodna karijera
Luisão je svoj debi za brazilsku nogometnu reprezentaciju odigrao u srpnju 2001. godine. Bio je član momčadi 2004. godine kada je Brazil osvojio Copu Américu, odigravši svih 6 utakmica, uključujući i utakmicu u kojoj je bio kapetan, a koju je Brazil izgubio 1:2 od Paragvaja, te finale protiv Argentine u kojem je zabio svoj prvi reprezentativni pogodak. 
Sljedeće godine Luisão je ponovno pozvan u reprezentaciju za Kup konfederacija, ali nije odigrao niti jednu utakmicu. Ista stvar dogodila se i na Svjetskom nogometnom prvenstvu 2006. u Njemačkoj. 
Nakon Svjetskog prvenstva, kada je brazilsku nogometnu reprezentaciju preuzeo Dunga, Luisão je počao igrati češće. Pozvan je na kup konfederacija 2009. godine, odigravši četiri od sveukupno 5 brazilskih utakmica, uključujući i utakmicu u polufinalu protiv Južne Afrike koju je Brazil dobio rezultatom 1-0 te finale protiv SAD-a koje je završilo rezultatom 3:2.
Tijekom Svjetskog nogometnog prvenstva u Južnoj Africi 2010. godine, Luisão je sjedio na klupi unatoč vrlo solidnoj sezoni koju je odigrao u Benfici.

## Statistika

### Klubovi
| Klub                                  | Liga          | Sezona    | Liga    | Liga   | Kup     | Kup    | Liga kup | Liga kup | Europa  | Europa | Ukupno  | Ukupno |
| Klub                                  | Liga          | Sezona    | Nastupi | Golovi | Nastupi | Golovi | Nastupi  | Golovi   | Nastupi | Golovi | Nastupi | Golovi |
| ------------------------------------- | ------------- | --------- | ------- | ------ | ------- | ------ | -------- | -------- | ------- | ------ | ------- | ------ |
| Benfica                               | Primeira Liga | 2003./04. | 15      | 3      | 3       | 1      | –        | –        | 4       | 0      | 22      | 4      |
| Benfica                               | Primeira Liga | 2004./05. | 29      | 2      | 2       | 0      | –        | –        | 9       | 0      | 40      | 2      |
| Benfica                               | Primeira Liga | 2005./06. | 31      | 1      | 3       | 0      | –        | –        | 10      | 1      | 44      | 2      |
| Benfica                               | Primeira Liga | 2006./07. | 17      | 2      | 2       | 0      | –        | –        | 10      | 0      | 29      | 2      |
| Benfica                               | Primeira Liga | 200./08.  | 19      | 3      | 4       | 1      | 3        | 1        | 9       | 0      | 35      | 5      |
| Benfica                               | Primeira Liga | 2008./09. | 21      | 2      | 3       | 1      | 5        | 0        | 4       | 1      | 33      | 4      |
| Benfica                               | Primeira Liga | 2009./10. | 28      | 4      | 0       | 0      | 5        | 1        | 12      | 1      | 45      | 6      |
| Benfica                               | Primeira Liga | 2010./11. | 15      | 1      | 2       | 0      | 0        | 0        | 6       | 2      | 19      | 3      |
| Total                                 | Total         | Total     | 180     | 18     | 17      | 3      | 13       | 2        | 58      | 3      | 250     | 26     |
| Podatci točni na dan: 6. lipnja 2010. |               |           |         |        |         |        |          |          |         |        |         |        |

### Reprezentacija
| Reprezentacija                        | Godina | Nastupi | Golovi |
| ------------------------------------- | ------ | ------- | ------ |
| Brazil                                | 2001.  | 1       | 0      |
| Brazil                                | 2003.  | 8       | 0      |
| Brazil                                | 2004.  | 7       | 1      |
| Brazil                                | 2005.  | 3       | 0      |
| Brazil                                | 2006.  | 2       | 1      |
| Brazil                                | 2007.  | 1       | 0      |
| Brazil                                | 2008.  | 6       | 0      |
| Brazil                                | 2009.  | 11      | 1      |
| Brazil                                | 2010.  | 3       | 0      |
| Ukupno                                | Ukupno | 42      | 3      |
| Podatci točni na dan: 7. lipnja 2010. |        |         |        |

## Vanjske poveznice
- Profil na Transfermarktu
- Profil na Soccerwayu